# Thatta
Thatta (urdu: ٹھٹہ, sindhi: ٺٽو) är en historisk stad i pakistanska provinsen Sindh. Den är huvudort för distriktet Thatta, och folkmängden uppgår till lite mer än 50 000 invånare. Strax väster om Thatta ligger den jämnstora staden Makli, med dess världsarvsklassade nekropol.